# Erfundene Tradition

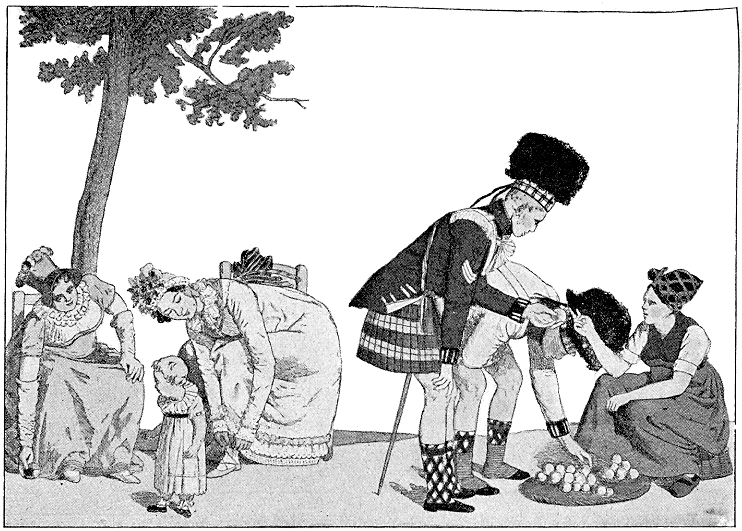
Der Kilt ist das berühmteste Beispiel der in The Invention of Tradition beschriebenen Vergangenheitskonstruktionen. Das seit dem 19. Jahrhundert als „keltische“ Traditionstracht verstandene Kleidungsstück ist in Schottland nicht vor dem 17. Jahrhundert nachweisbar.

Erfundene Tradition (seltener Erfindung der Tradition, konstruierte Tradition oder neue Tradition) ist ein ideologiekritisches Konzept, das 1983 von Eric Hobsbawm und Terence Ranger mit der Aufsatzsammlung The Invention of Tradition eingeführt worden ist. Erfundene, d. h. in ihrer jeweiligen Gegenwart konstruierte, aber in eine bestimmte Vergangenheit zurückprojizierte Traditionen sollen als historische Fiktion dazu dienen, bestimmte Normen und Strukturen gegenüber einem gegenwärtigen Wandlungsdruck gesellschaftlich zu legitimieren und zu festigen. Das Konzept hat erheblich dazu beigetragen, kulturwissenschaftliche Methoden in der Geschichtswissenschaft zu verankern und zu verbreiten, und ist in verschiedenen wissenschaftlichen Disziplinen zu einem Topos für Autoritätskonstruktionen geworden.

## Konzept
Gemäß der Definition Hobsbawms in dessen einleitendem Beitrag zu The Invention of Tradition bedeutet erfundene Tradition „ein Bündel von Praktiken ritueller oder symbolischer Natur, die gewöhnlich von offen oder stillschweigend anerkannten Regeln bestimmt werden. Sie zielt darauf ab, bestimmte Verhaltenswerte und -weisen durch Wiederholung zu festigen, was von sich aus die Kontinuität mit der Vergangenheit beinhaltet. Tatsächlich wird wo immer möglich versucht, Kontinuität mit einer passenden Epoche herzustellen. […] Jedoch liegt die Eigenart der erfundenen Tradition darin, dass die Kontinuität mit der historischen Vergangenheit, auf die Bezug genommen wird, weithin künstlich ist. Kurzum handelt es sich um Antworten auf neuartige Umgebungen, deren Form sich auf alte Umgebungen bezieht oder die ihre eigene Vergangenheit schaffen mittels einer gleichsam zwingenden Wiederholung.“
Unterschieden werden drei Ausprägungen erfundener Tradition mit jeweils besonderer Funktion, wobei häufig unter der ersten die zwei anderen subsumiert sind:
- erfundene Tradition, die konsensuale und kollektive Identität schafft oder symbolisiert;
- erfundene Tradition, die hierarchische Institutionen und Gesellschaften bildet oder legitimiert;
- erfundene Tradition, die Menschen in spezifische soziale Gruppen einführt.

Den Zweck der erfundenen Tradition sieht das Konzept darin, dass sie gegenüber historischem Wandel wenigstens einigen Teilen des gesellschaftlichen Lebens Struktur verleiht, indem dessen Wesen als unveränderlich und beständig gilt. Die neuartige Perspektive, wie Traditionen sich nicht bloß mit abnehmender Ausstrahlung in die Gegenwart erstrecken, sondern als Rückprojektionen ihre eigentliche Wirkung in der Gegenwart entfalten, hat dem Traditionsbegriff eine hohe sozialwissenschaftliche Relevanz verschafft. Das Konzept untersucht denn auch die Vergangenheit eher dahingehend, wie diese benutzt wird, nicht welchen Einfluss diese hat. Erfundene Tradition ist als methodischer Ansatz nicht auf die Geschichts- und Sozialwissenschaft beschränkt geblieben. Ethnologische und prähistorische Forschungen haben das Konzept für eigene Untersuchungen angewendet. So werden beispielsweise sehr viel spätere Sekundärbestattungen in jungsteinzeitlichen Grabhügeln oder deren bewusste Imitationen in diesem Sinn zu erklären versucht. Jedoch wird erfundene Tradition, auch wenn sie allgegenwärtig sein dürfte, als eine spezifische Erscheinung von Zeiten beschleunigten, umfassenden und tiefgreifenden Wandels vermutet, also vergleichsweise prononciert seit Beginn der Moderne (ab dem 19. Jahrhundert).

## Beispiele
Hobsbawm selbst zufolge waren ein erster Auslöser für den Gedanken einer erfundenen Tradition seine Erfahrungen mit dem Universitätsleben in Cambridge in den 1930er Jahren, mit archaisierenden Gebäuden, Kleidungskonventionen und Ritualen:

„Alles war dazu angetan, uns zu Pfeilern einer Tradition zu machen, die bis ins 13. Jahrhundert zurückreichte, obwohl einige ihrer scheinbar ältesten Ausdrucksformen wie das sogenannte „Festival of Lessons and Carols“ am Weihnachtsabend in der Kapelle des King’s College tatsächlich erst wenige Jahre vor meiner Ankunft erfunden worden waren. (Jahre später sollte dies eine Konferenz und ein Buch zum Thema „Die Erfindung der Tradition“ anregen.) […] Die Cambridge-Vergangenheit war natürlich ebensowenig wie die zeremonielle Vergangenheit des öffentlichen Lebens in England mit ihren Phantasiekostümen eine chronologische Abfolge der Zeit, sondern ein synchrones Sammelsurium ihrer erhaltenen Reliquien. Der Ruhm und die Kontinuität von sieben Jahrhunderten sollten uns inspirieren, in unserem Gefühl der Überlegenheit bestärken und vor den Versuchungen einer unbedachten Änderung warnen. (In den dreißiger Jahren verfehlte diese Absicht in eklatanter Weise ihren Zweck).“

In Hobsbawms und Rangers Band von 1983 werden außerdem folgende Beispiele behandelt:
- Die „Highland-Tradition in Schottland“ (Hugh Trevor-Roper) und die nationalen Traditionen in Wales (Prys Morgan)
- Die neue Ausgestaltung des Zeremoniells der britischen Monarchie und ihrer medialen Repräsentation ab dem späten 19. Jahrhundert (David Cannadine)
- Traditionsneuschöpfung im kolonialen Indien (Bernard S. Cohn) und Afrika (Terence Ranger)

## Kritik und aktuelle Anwendung
Als problematisch wird dem Konzept vorgehalten, dass es mit einem partiell blickverengenden Gegensatz zwischen authentischen, aber bloß invariablen und eher technisch funktionierenden Sitten und konstruierter Tradition arbeite. Damit übergehe es – wenn auch aus aufklärerischer Haltung – die Frage, wie viel materielle und ideelle Vergangenheit tatsächlich in die Gegenwart einfließt. Ein anderer Kritikpunkt ist, dass gerade die Moderne sich eher durch Originalitätsbehauptungen beziehungsweise konstruierte Originalität (Invention of Innovation) auszeichne als durch erfundene Traditionen; diese seien in der Vormoderne nicht weniger zahlreich und wirksam als heute, was zeige, dass die Erklärungsmuster des Konzepts insgesamt noch nicht ausgereift seien.
Auffällig ist, dass Traditionen derzeit im Zuge der Globalisierung wieder an Bedeutung gewinnen. Sie scheinen als Ressource zur Konstruktion ethnisch oder religiös umschriebener sozialer Gruppen das generelle Konzept Hobsbawms und Rangers zu bestätigen. Erfundene Tradition wird beispielsweise als Begriff im Zusammenhang mit Erscheinungen des politischen Islams angewendet.
In den Kulturwissenschaften wird „Tradition“ zunehmend durch „Gedächtnis“ als Gegenpol zu Geschichte als dem Gegenstand einer kritischen, positivistisch verstandenen Historiographie ersetzt. Allerdings weist Hobsbawm darauf hin, dass gerade geschichtswissenschaftliche Werke – angesichts der Nutzung von (erfundener) Tradition zur Handlungslegitimation – viel stärker als bisher auf ihre Wirkung im öffentlichen Raum geprüft werden müssten.

## Belege
1. ↑  The Invention of Tradition, S. 1 f.: ‘Invented tradition’ is taken to mean a set of practices, normally governed by overtly or tacitly accepted rules and of a ritual or symbolic nature, which seek to inculcate certain values and norms of behaviour by repetition, which automatically implies continuity with the past. In fact, where possible, they normally attempt to establish continuity with a suitable historic past. […] However, insofar as there is such reference to a historic past, the peculiarity of ‘invented’ traditions is that the continuity with it is largely factitious. In short, they are responses to novel situations which take the form of reference to old situations, or which establish their own past by quasi-obligatory repetition.
2. ↑  Cornelius J. Holtorf: Monumental Past – The Life-histories of Megalithic Monuments in Mecklenburg-Vorpommern (Germany) (10. Juni 2006)
3. ↑  Eric Hobsbawm, Gefährliche Zeiten. Ein Leben im 20. Jahrhundert, übersetzt von Udo Rennert, 2. Taschenbuchauflage München 2006, S. 128, Original: Dangerous Times. A Twentieth-Century Life, London 2002 (New York 2007), S. 103. In Invention of Tradition, 1, verweist Hobsbawm ebenfalls auf diese Beobachtung.
4. ↑  Tagungsbericht Invention of Tradition – Invention of Innovation (10. Juni 2006)
5. ↑  Daniel Bax: Die Muster der Differenz. die tageszeitung, 12. Januar 2004